# 列夫基夫齊 (圖利欽區)
48°44′44″N 28°32′3″E / 48.74556°N 28.53417°E

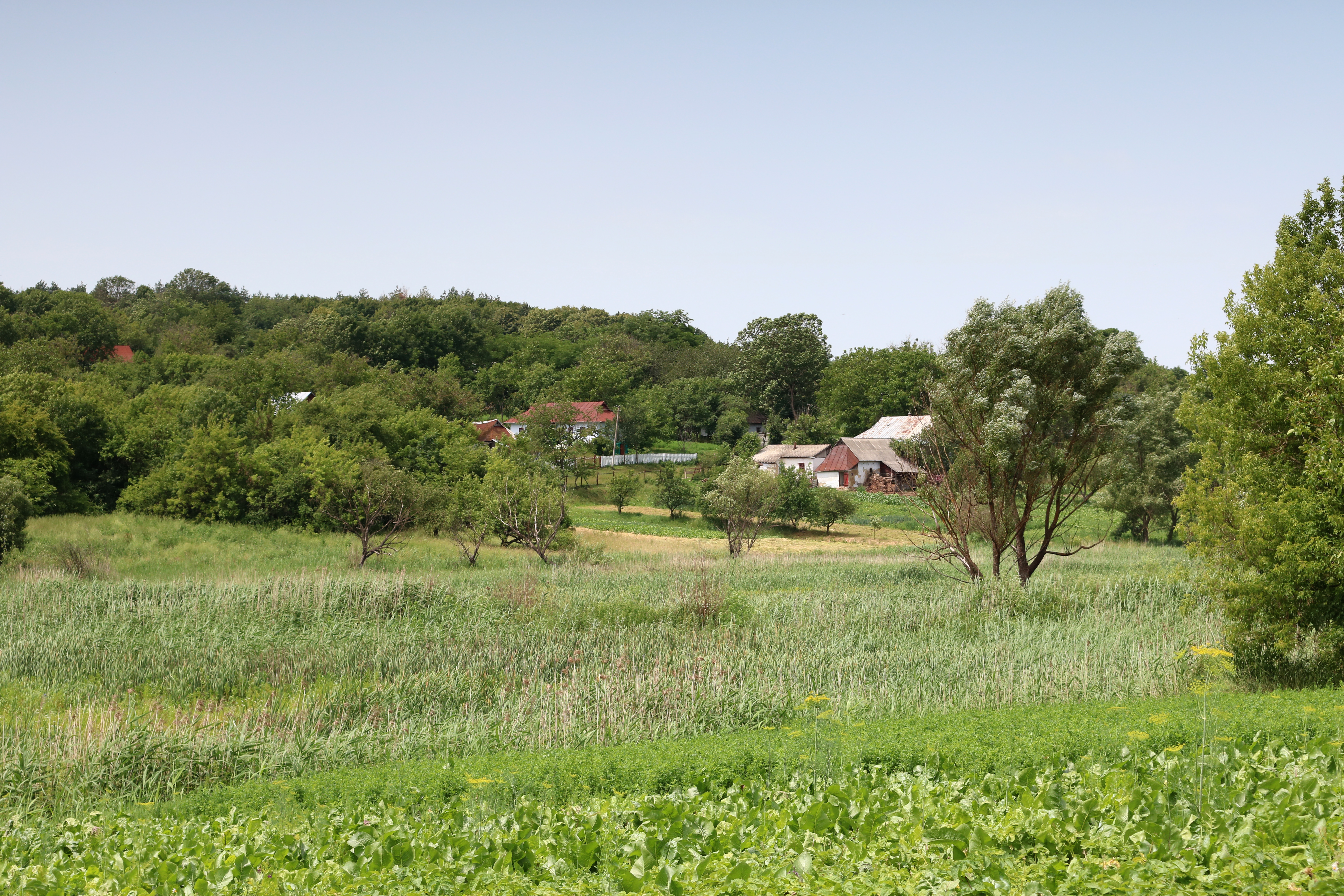
列夫基夫齊

列夫基夫齊（烏克蘭語：Левківці），是烏克蘭的村落，位於該國西南部文尼察州，由圖利欽區負責管轄，處於西利尼齊亞河畔，始建於1729年，面積3.97平方公里，海拔高度264米，2001年人口928。